# Koszaliński
Koszaliński là một huyện thuộc tỉnh Zachodniopomorskie của Ba Lan. Huyện có diện tích 1653 km². Đến ngày 1 tháng 1 năm 2011, dân số của huyện là 64411 người và mật độ 39 người/km².